# ليروي وجينز
ليروي وجينز (بالإنجليزية: Leroy Loggins)‏ مواليد 20 ديسمبر 1957، هو لاعب كرة سلة أسترالي سابق بدأ مسيرته الاحترافية في سنة 1981.

## روابط خارجية
- ليروي وجينز على موقع الاتحاد الدولي لكرة السلة (الإنجليزية)
- ليروي وجينز على موقع كرة السلة الأوروبية.كوم (الإنجليزية)
- ليروي وجينز على موقع ريلجم (الإنجليزية)
- ليروي وجينز على موقع بروبوليرز (الإنجليزية)
- ليروي وجينز على موقع سبورتس رفرنس (الإنجليزية)
- ليروي وجينز على موقع اللجنة الأولمبية الدولية (الإنجليزية)
- ليروي وجينز على موقع أوليمبيديا (الإنجليزية)
- ليروي وجينز على موقع اللجنة الأولمبية الأسترالية (الإنجليزية)